# HD 4308
HD 4308 es una estrella de magnitud aparente +6,55 encuadrada en la constelación de Tucana.
En 2005 se descubrió un planeta de baja masa en órbita alrededor de esta estrella.

## Características
HD 4308 es una enana amarilla de tipo espectral G6V o G5V.
Tiene una temperatura superficial de 5644 K y su luminosidad es un 2% inferior a la luminosidad solar.
Su radio es un 6% más grande que el radio solar y gira sobre sí misma con una velocidad de rotación igual o superior a 0,2 km/s.
Posee una masa inferior a la masa solar en un 20%.
A diferencia del Sol, la alta velocidad espacial de HD 4308 indica que es una vieja estrella del disco grueso cuya edad puede ser de aproximadamente 10.900 millones de años.
Presenta una metalicidad —abundancia de elementos más pesados que el helio— baja, menos de la mitad de la que tiene el Sol ([Fe/H] = -0,34).
Este empobrecimiento es aún más patente en el caso del manganeso, pero también es observable, aunque en menor medida, para sodio, cromo y níquel.
Por otra parte, su abundancia relativa de litio (logє[Li] = 1,05) es igual a la del Sol o a la de 61 Virginis, estrella semejante a HD 4308 que alberga también un sistema planetario.

## Sistema planetario
En 2005 se descubrió la existencia de un planeta de baja masa, denominado HD 4308 b, en órbita alrededor de HD 4308.
Tiene una masa mínima equivalente a 14 veces la masa de la Tierra —en el rango de Urano o Neptuno—, moviéndose a una distancia de 0,12 UA respecto a su estrella.
Completa una órbita en sólo 15,6 días.
| Acompañante (En orden desde la estrella) | Masa (MJ)        | Período orbital (días) | Semieje mayor (UA) | Excentricidad |
| ---------------------------------------- | ---------------- | ---------------------- | ------------------ | ------------- |
| HD 4308 b                                | > 0,0405 ± 0,005 | 15,609 ± 0,007         | 0,118 ± 0,09       | 0,27 ± 0,12   |

Con el fin de estudiar la mineralogía de hipotéticos planetas terrestres, se han evaluado las relaciones C/O y Mg/Si en HD 4308.
Así, la relación C/O es 0,60, lo que implica que, al igual que en el Sistema Solar, el silicio sólido se encuentra como cuarzo y silicatos, predominantemente formando silicatos de magnesio.
En el caso de HD 4308 (Mg/Si = 1,20), éstos son olivino y piroxeno, también como en el ámbito solar.